# William Henry Evered Poole

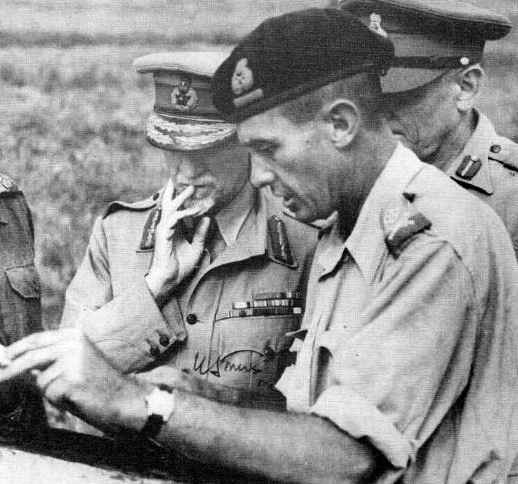
Von Links: Jan Christiaan Smuts, William Henry Evered Poole und Pierre van Ryneveld in Italien am 24. Juni 1944

William Henry Evered Poole CB, CBE, DSO  (* 8. Oktober 1902 in Caledon, Südafrika; † 9. März 1969 in Bellville, Südafrika) war ein südafrikanischer Militär und Botschafter.

## Leben
William Henry Evered Poole studierte am St. Andrew’s College (South Africa) in Grahamstown, am Diocesan College Rondebosch. 1921 trat er der Union Defence Force bei. Nach einer Ausbildung am South African Military College wurde er 1923 Berufssoldat. 1934 erhielt Poole das Kommando über das Special Service Battalion. 1935 war er zur Brigade of Guards abgeordnet und zog in England in ein Militärmanöver. 1939 wurde er Befehlshaber des South African Military College. 1940 stieg er als Offizier in den Generalstab auf. Von Juni 1941 bis 1942 hatte er das Kommando über die 2nd Infantry Brigade (South Africa), die in dieser Zeit in Marsa Matruh und an der Gazala-Linie während des Unternehmens Theseus eingesetzt war. Von 1943 bis 1945 war er Generalmajor der 6th Armoured Division (South Africa) in Nordafrika und Italien.
1948 leitete er die südafrikanische Militärmission in Berlin. 1949 war er Ministre plénipotentiaire in Rom und 1950 leitete er daneben die Mission der Südafrikanischen Union in Köln-Riehl. 1951 war er Chef der Mission in Kairo. 1952 leitete er die Mission in Buenos Aires und war auch bei der Regierung von Carlos Ibáñez del Campo in Santiago de Chile akkreditiert.
Von 1961 bis 1963 war er Botschafter in Athen. 1963 wurde er in den Ruhestand versetzt.